# Dózsa György úti zsinagóga
A Dózsa György úti zsinagóga Budapest XIII. kerületében álló zsinagóga. Az eredetileg zsinagógának szánt épületet ma a Budapesti Honvéd vívóteremként használja, a hitélet a korábban kultúrteremnek szánt kisebb épületben folytatódik Deutsch Péter rabbi vallási irányítása alatt.

## Története
A zsinagóga Észak-Pest zsidóságának kiszolgálására épült meg a lipótvárosi zsinagóga tervének kudarcba fulladása után az akkori Aréna (ma: Dózsa György) út mellett (Dózsa György út 55., 1134). A telek a korábbi zsidó temetővel szemben, az út másik oldalán terült el, és 1907. február 27-én vásárolták meg. Az építkezés Baumhorn Lipót tervei alapján még ebben az évben megindult, és a zsinagóga 1909-ben készült el. Dr. Hevesi Simon és Wilheim Joachim avatta fel az imaházat.
A második világháború végén, 1944-45 során gyűjtőtábornak használták, majd a harcok elmúltával ismét imaház működött itt. A holokauszt és azt követő emigráció hatására lecsökkent zsidó közösség azonban már a negyvenes évek végére az egykori kultúrterembe szorult, a zsinagógát raktárnak használták.
Az épületet 1984-ben a Budapesti Honvéd kapta meg; felújítást és átépítést követően box- és vívószakosztálya rendezkedett itt be.

## Az épület
A zsinagóga épülete középen négyzet alakú centrális térből, előcsarnokból és szentélyből áll. A központi teret kör alakú kupola fedi. Az összesen 800 férőhely közül 406 a földszinten, a többi az emeleten kapott helyet. A belső falakat sárga, kék, vörös és barna színű geometrikus motívumok díszítették.
Miután a Honvéd átvette az épületet, azt renoválták, valamint belül át is építették. A Benczúr László tervei alapján kivitelezett átépítés során két új födémet építettek be, amivel az edzéshez három szintet biztosítottak. A födémzet tervezése során ügyeltek rá, hogy az új elemek az épület régi elemeinek sérülése nélkül elbonthatók legyenek. A felújítás során a régi színeket használva díszítették a belső teret, azonban csak geometrikus formákkal, az eredeti szent szimbólumokat nem állították helyre.

## Képtár
- A zsinagóga a Dózsa György útról nézve
- Rózsaablak
- A rózsaablak alulról nézve
- A homlokzat alulról nézve
- Az épület oldalának részlete
- Kapu
- Kapudísz
- Homlokzatdísz
- Emléktábla
- Kerti szertartásterem

## További információ
- A Dózsa templomkörzet honlapja
- Budapesti Zsidó Hitközség honlapja
- gömbpanoráma a felső szinten